# Maskowanie (wojsko)
Maskowanie – rodzaj zabezpieczenia bojowego (kamuflaż) obejmujący ogół działań zmierzających do wprowadzenia przeciwnika w błąd lub ukrycia wojsk własnych (gotowości bojowej, ukompletowania, działań), sprzętu bojowego, obiektów fortyfikacyjnych i tyłowych oraz działań i zamiarów dowództwa.
Cele maskowania osiąga się poprzez:
- ukrywanie[1][2],
- pozorowanie[1][2],
- działania demonstracyjne[1][2],
- dezinformację[1][2],

Maskowanie powinno być:
- aktywne – polega na nieustannym wprowadzaniu przeciwnika w błąd co do zamiaru, położenia i działania wojsk oraz obiektów poprzez ich zakrycie i imitację oraz działania demonstracyjne,
- ciągłe – prowadzenie przedsięwzięć maskujących bez przerwy w każdej sytuacji, na wszystkich etapach walki, a przy maskowaniu różnych urządzeń i obiektów stałych we wszystkich okresach ich projektowania, budowy i eksploatacji,
- wiarygodne – prowadzone przedsięwzięcia muszą być prawdopodobne, naturalne, odpowiadać warunkom terenowym, porze roku i konkretnej sytuacji,
- różnorodne – brak szablonowości podczas wykonywania przedsięwzięć maskujących, niestosowanie jednakowych, często powtarzających się, zamaskowanych obiektów,

Rodzaje maskowania:
- maskowanie taktyczne (bezpośrednie);
- maskowanie operacyjne;
- maskowanie strategiczne[3].

Środki maskowania:
- sprzęt, technika bojowa, składy i zapasy amunicji i sprzętu, sprzęt etatowy i sprzęt przeznaczenia wojskowego wykorzystywany do maskowania obiektów[2],
- odzież maskującą, maski etatowe, makiety techniki i uzbrojenia, rożki kątowe, pokrycia pochłaniające fale radiowe i elektroniczne, ekrany cieplne, zagłuszacze, zasłony dymowe, farby itp.[2]

Maskowanie sprzyja osiągnięciu niespodziewanych dla przeciwnika działań wojsk (sił) własnych, utrzymaniu gotowości bojowej, utrzymaniu gotowości bojowej i podwyższaniu żywotności (odporności na uderzenia przeciwnika).
Podstawą osiągnięcia celów maskowania jest dyscyplina maskowania. Polega ona na dokładnym i wykonywanym we właściwym czasie przedsięwzięć maskowania, przestrzeganiem zasad maskowania przez wszystkie rodzaje wojsk i służb, związki taktyczne, oddziały i pododdziały oraz pojedynczych żołnierzy. Szczególną uwagę na przedsięwzięcia maskowania muszą zwracać wszelkiego rodzaju rozpoznania.
Sukces maskowania osiąga się poprzez opracowanie, odpowiadającego konkretnym warunkom planu (na szczeblu armii) i jego dokładna realizacja oraz prowadzenie nieprzerwanej kontroli jego realizacji przez organy armijne. Przyjęte przez dowódcę w planie maskowania przedsięwzięcia są rozpracowywane przez sztab dla podległych związków taktycznych, oddziałów, sił rodzajów wojsk i służb. Realizacja ich wykonywana jest przez wojska, pododdziały saperów i przez jednostki maskowania.